# A lei de Santos
A lei de Santos és una sèrie de televisió espanyola produïda per Voz Audiovisual i emesa per la Televisió de Galícia des de l'1 de novembre de 2020 en prime time. És protagonitzada per Monti Castiñeiras, en el paper de Santos, i és una sèrie derivada de Serramoura.

## Sinopsi
Mario Piñeiro, àlies Santos (Monti Castiñeiras) se’n va de Serramoura per tornar a la seva vila natal, Viladesantos, on no serà ben rebut. La seva arribada coincideix amb la misteriosa mort d'un dels seus veïns, succés inèdit a la localitat, que convertirà a Santos en el principal sospitós. No obstant això, el seu objectiu serà un altre bené diferent: assaltar el banc de la vila. Per fer-ho comptarà amb l'ajuda dels seus amics Pancho (Xabier Deive) i Peixe (Andrés Giráldez).

## Emplaçament
La història té lloc en el municipi fictici de Viladesantos. Els exteriors de la sèrie van ser gravats als municipis corunyesos d'Oza-Cesuras, Culleredo, Cerceda, Carral i Abegondo.

## Personatges
- Monti Castiñeiras com Mario Piñeiro dona Costa, àlies Santos, delinqüent habitual.
- Xabier Deive com Pancho Suárez, veí de Serramoura i amic de Santos.
- Andrés Giráldez com Peixe, veí de Serramoura i amic de Santos.
- Iria Sobrado com Laura, treballadora del banc i dona de Rafael.
- Carlos Villarino, com Rafael, director del banc i marit de Laura.
- Victoria Teijeiro com Ánxela Bouzas, tinent de la caserna de Viladesantos.
- Lidia Veiga com Uxía, agent de la caserna i filla de Laura i Rafael.
- Federico Pérez com Lourenzo, agent de la caserna.
- Xoán Fórneas, com Duarte Mariño, membre de la cooperativa ramadera i parella de Uxía.
- Adrián Ríos, com Bieito Lamela, membre de la cooperativa ramadera.
- Sonia Castelo com Antonia Mosteiro, propietària del bar.
- Marcos Viéitez, com a Constant Folgoso, rector de la vila i oncle de Santos.
- Óscar Allo, com Abel Cartelle.
- Marta Doviro, com la sergent Carracedo.

## Episodis i audiències
| Temporada | Temporada | Núm. Episodis | Estrena               | Final                  | Audiència mitjana | Audiència mitjana |
| Temporada | Temporada | Núm. Episodis | Estrena               | Final                  | Espectadors       | Quota             |
| --------- | --------- | ------------- | --------------------- | ---------------------- | ----------------- | ----------------- |
|           | 1         | 7             | 1 de novembre de 2020 | 13 de desembre de 2020 | 89 000            | 10,0%             |
| Total     | Total     |               | 2020                  |                        |                   |                   |

### Primera temporada: 2020
| Núm. (sèrie) | Núm. (temp.) | Títol                    | Data d'emissió         | Núm. Espectadors | Quota de pantalla |
| ------------ | ------------ | ------------------------ | ---------------------- | ---------------- | ----------------- |
| 1            | 1            | «Sen perdón»             | 1 de novembre de 2020  | 80 000           | 9,0%              |
| 2            | 2            | «Axuste de contas»       | 8 de novembre de 2020  | 89 000           | 10,0%             |
| 3            | 3            | «Contas pendentes»       | 15 de novembre de 2020 | 96 000           | 10,6%             |
| 4            | 4            | «Quen nace para martelo» | 22 de novembre de 2020 | 84 000           | 10,3%             |
| 5            | 5            | «O décimo mandamento»    | 29 de novembre de 2020 | 76 000           | 8,2%              |
| 6            | 6            | «Unha longa historia»    | 6 de desembre de 2020  | 119 000          | 12,4%             |
| 7            | 7            | «A última viaxe»         | 13 de desembre de 2020 | 82 000           | 9,5%              |